# Fred McLeod Wilcox

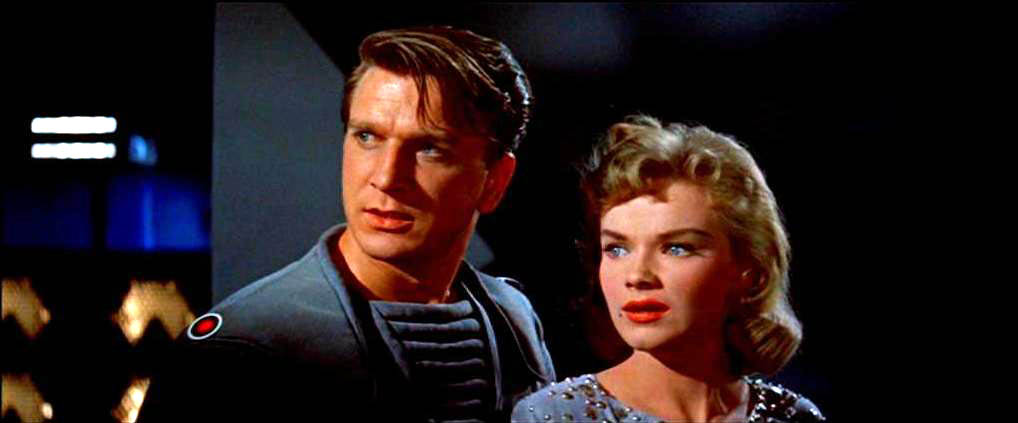
Cena do filme Forbidden Planet (Planeta Proibido), dirigido por Fred McLeod Wilcox

Fred McLeod Wilcox (Tazewell, 22 de dezembro de 1907 - Beverly Hills, 23 de setembro de 1964) foi um produtor, roteirista e cineasta norte-americano.
Depois de gradura-se na Universidade de Kentucky, foi contratado pelo Metro-Goldwyn-Mayer em 1926 como publicitário. Iniciou a carreira na produção de filmes em 1933 como assistente de direção na película Men Must Fight. Em 1938, assumiu a direção do curta-metragem "Joaquin Murrieta" e em 1943, dirigiu seu primeiro longa-metragem, em Lassie Come Home. Este filme contou com a atuação de Elizabeth Taylor, em seu segundo trabalho, e Roddy McDowall, que com apenas quinze anos, já tinha larga experiência cinematográfica. Também dirigiu Courage of Lassie e Hills of Home, sequencias de "Lassie Come Home". Entre 1943 e 1960, dirigiu 10 filmes, incluindo Three Daring Daughters e Forbidden Planet.
Em 1960, além de ser o diretor de I Passed for White, também produziu e foi co-roteiristas do filme. 
Dois de seus filmes, "Lassie Come Home" e "Forbidden Planet", foram escolhidos para compor o acervo da National Film Registry como obras de cultura e estética significativas para a histórica do cinema norte-americano.
Fred M. Wilcox faleceu, com apenas 56 anos, em 1964.